# Die Affaire
Die Affaire ist ein französisch-italienisches Melodram aus dem Jahre 1972. Regie führte Philippe de Broca. Es handelt sich dabei um eine Verfilmung der Novelle L'Éphèbe de Subiaco von Jean-Louis Curtis.

## Handlung
Nach dem Tod ihrer Mutter zieht die alleinstehende Kunstlehrerin Louise in eine Wohnung in Annecy. Zur gleichen Zeit kommt der Italiener Luigi in diese Stadt, um dort eine Stelle als ungelernter Arbeiter zu finden.
Nachdem er im Kino den Film Fahrraddiebe sieht, stiehlt er ebenfalls ein Fahrrad, kauft sich einen teuren Anzug und geht in der Stadt betteln. Louise wird bei einem Stadtbummel auf ihn aufmerksam, später nimmt sie ihn bei sich zuhause auf und erteilt ihm Unterricht im Schreiben. Ausdrücklich toleriert sie es, wenn er andere, jüngere Frauen kennenlernen möchte.
Luigi nimmt bald eine Stelle in einer Fahrradwerkstatt an; dort entwendet er Geld, um Louise teure Geschenke wie einen Hut zu kaufen. Sowohl über die Diebstähle als auch über einen Besuch Luigis in seiner Arbeitskleidung in der Schule, an der Louise arbeitet, ist sie verärgert.
Luigi verlässt Louise, schreibt ihr aber kurze Zeit später einen Liebesbrief, den Louise während der Aufsicht einer Klassenarbeit liest und der sie emotional sehr berührt. Sie sieht auch Luigi am Fenster, aber der im Brief beschriebenen Aufforderung, mit einem Taschentuch am Fenster zu winken, kommt Louise nicht nach.
Als die beiden wieder zusammen sind, hat Luigi eine Affäre mit einer Schauspielerin. Diese merkt, dass er gleichzeitig eine Beziehung zu Louise pflegt, und wird wütend.
Luigi bricht nun endgültig den Kontakt zu Louise ab. Diese versucht zuerst aus Verbitterung darüber, sich das Leben zu nehmen, indem sie Türen und Fenster abdichtet und Gas aus dem Herd ausströmen lässt. Der Suizid misslingt ihr, worauf sie einen Stadtbummel unternimmt und dort eine Freundin trifft.

## Kritik
„Gepflegt, aber konventionell inszeniertes Melodram voller leiser Melancholie; psychologisch subtil und durch die Darstellungskunst von Jeanne Moreau beeindruckend.“